# Степан Топал
Степан Михаилович Топал (рус. Степан Михайлович Топал, молд. Stepan Topal; Комрат, 8. јануар 1938 — Комрат, 29. септембар 2018) био је лидер гагаушког националног покрета и први и једини председник непризнате Републике Гагаузије од 1. децембра 1991. до 19. јуна 1995. године.

## Биографија
Рођен је 8. јануара 1938. године у селу Комрат, тада делу Краљевине Румуније. Његов отац Михаил је био учесник Првог светског рата. Од 1958 до 1966 играо је за фудбалски тим колхоза "Пут ка комунизму" из Комрата, који је освојио Куп Молдавске ССР 1958. године
По професији је био друмски инжењер.
Био је члан Комунистичке партије Молдавије (КПМ) и Комунистичке партије Совјетског Савеза (КПСС). Од 1989. године је постао активан у гагаушком националном покрету.
Од 31. октобра 1990. до 1. децембра 1991. године био је председник Врховног совјета непризнате Републике Гагаузије. Потом је био председник Републике Гагаузије од 1. децембра 1991. до 19. јуна 2005. године. Водио је процес мирне реинтеграције Републике Гагаузије у Републику Молдавију 1994. године, што је довело до формирања Аутономне територијалне јединице Гаугазије.
Од 1997. до 2018. године био је члан Партије социјалиста Републике Молдавије.
У јуну 2010. године био је један од оснивача Савета старешина Гагаузије
Топал је 2018. добио спор пред Европским судом за људска права након што му је одузето право на пензију везану за плату председника Гагаузије.
Умро је 29. септембра 2018. године у Комрату.